# Antocha (Antocha) flavidula
Antocha (Antocha) flavidula is een tweevleugelige uit de familie steltmuggen (Limoniidae). De soort komt voor in het Oriëntaals gebied.